# Zhang Zhixin
Zhang Zhixin, (5 de diciembre de 1930 – 4 de abril de 1975) fue una disidente de la Revolución cultural que se hizo famosa por criticar la idolatría hacia la figura de Mao Zedong y la extrema izquierda. Estuvo encarcelada seis años, entre 1969 y 1975, fue torturada y finalmente ejecutada por expresar opiniones discrepantes con las del Partido Comunista Chino (PCC) del que era miembro.
Aunque muchos la consideran una heroína del pueblo por oponerse al partido, su experiencia ha servido como ejemplo del castigo que puede conllevar el hecho de desviarse de los principios del PCC.
Zhang no se consideraba anticomunista, sino una «auténtica marxista», y sostenía que era Mao el que había distorsionado la causa comunista. Incluso desde la cárcel insistía en que era miembro del Partido Comunista Chino. Muchas de sus opiniones eran similares a las de los líderes comunistas que sucedieron a Mao, y por esa razón, Zhang fue rehabilitada por Hu Yaobang, que la reconoció como mártir revolucionaria y modelo del comunismo.

## Infancia y juventud
Zhang Zhixin nació en Tianjin en 1930. Estudió en la universidad Renmin de China de 1951 a 1952 y después trabajó en dicha universidad. Zhang se convirtió en miembro del Departamento de Propaganda del Comité Central del PCC en la provincia de Liaoning.
Esta es la opinión de Zhang en sus propias palabras:

Tengo dudas sobre Jiang Qing  (la esposa de Mao). ¿Qué tiene de malo criticarla? ¿Por qué no deben revelarse sus problemas? Deberíamos exponer incluso al Grupo Central de la Revolución Cultural (…) ¿Por qué debemos conformarnos con la noción de «obedecer aunque no entiendas»? Si permitimos que esto continúe, la situación se hará incontrolable. Todo esto no es más que un intento de fortalecer la reputación del presidente Mao y la de Lin Biao. Personalmente no tengo confianza en Lin Biao.

## Prisión y tortura
En 1969, Zhang fue encarcelada en una minúscula celda por sus críticos comentarios sobre Mao. Consiguió ahorrar hasta 2 yuanes al mes para comprar libros que leía durante su estancia en la cárcel, además de escribir ensayos en papel higiénico, hasta que los guardias de la prisión le quitaron el bolígrafo. Zhang proclamó: «la historia castigará al partido tarde o temprano».
El partido la obligó a firmar los papeles del divorcio. Confinada en una prisión de hombres, fue torturada y violada, e incluso se recompensó a otros presos con reducciones de condena si la torturaban. 
Durante una reunión de educación política en la prisión convocada para criticar a Lin Biao, gritó que debería hacerse a Mao responsable de lo que Lin había hecho. Un secretario del Partido de Liaoning  insistió en que se acelerara su ejecución. Durante la Revolución Cultural la mayor parte de los procedimientos judiciales se abolieron: sin jueces ni juicios, los litigios se resolvían en distintos niveles de los Comités Revolucionario y del PCC.

## Muerte y rehabilitación póstuma
En 1975 la trasladaron al campo de ejecuciones de Shenyang Donglingda, donde la decapitaron. Cuatro años después, en primavera de 1979, fue oficialmente proclamada «mártir» y se dedicó el 4 de abril de 1979 a su memoria. Aunque se puso en marcha una investigación de su caso, las indagaciones fueron suspendidas por el líder comunista Hu Yaobang.

## Memorial
En el Parque del Pueblo de Cantón se erigió una estatua bautizada como Mengshi (La valerosa) en memoria de Zhang Zhixin. La estatua representa una guerrera desnuda disparando una flecha a lomos de un caballo, y en su pedestal hay una inscripción en la que se lee «dedicada a la gente que lucha por la verdad».
En 2009, el disidente chino Yan Zheng-Xue realizó a su salida de prisión una estatua de Zhang Zhixin, que se expone en el jardín de su casa junto con la de Lin Zhao, otra víctima de la Revolución Cultural ejecutada en 1968. Yan Zheng-Xue quiso donar estas estatuas a la universidad de Pekín y a la universidad del Pueblo, pero fueron rechazadas en ambos casos.